# Heroes and Villains
Heroes and Villains är en poplåt skriven av Brian Wilson och Van Dyke Parks 1966. Låten lanserades av The Beach Boys som vinylsingel 1967, och återfanns även på albumet Smiley Smile. Från början var den tänkt att ingå som ett av huvudspåren på det havererade albumprojektet Smile. Det är en av Beach Boys mest komplexa låtar, både musikaliskt och textmässigt. Det finns ett flertal inspelningar av låten, och Brian Wilson färdigställde den kändaste versionen först efter att han lagt Smile-projektet på hyllan. Låten togs 2004 med på Brian Wilsons soloversion av Smile.

## Listplaceringar
| Lista (1967)   | Position               |
| -------------- | ---------------------- |
| Australien     | 14 (Go Set)            |
| Danmark        | 18 (DR "Top 20")       |
| Finland        | 38                     |
| Frankrike      | 32 (SNEP)              |
| Kanada         | 14 (RPM)               |
| Nederländerna  | 10                     |
| Nya Zeeland    | 6 (NZ Listner)         |
| Storbritannien | 8                      |
| Sverige        | 7 (Kvällstoppen)       |
| Sverige        | 10 (Tio i topp)        |
| USA            | 12 (Billboard Hot 100) |
| Vallonien      | 20                     |
| Västtyskland   | 34                     |